# Ивановский, Дарио
Дарио Ивановский (макед. Дарио Ивановски; род. 15 мая 1997, Скопье) — северомакедонский бегун на длинные дистанции. Выступает за сборную Северной Македонии и клуб «Работнички» из города Скопье. Участник чемпионата Европы в помещении 2019 года.

## Биография
Дарио Ивановский родился в городе Скопье 15 мая 1997 года.

## Карьера
Дарио Ивановский выиграл соревнования в беге на 3000 метров на турнире в албанском Эльбасане в 2016 году.
В 2017 году Ивановский выиграл полумарафон, который являлся частью Скопского марафона со временем 1.11.26. 22 апреля 2017 года он выиграл Белградский полумарафон, преодолев дистанцию за 1 час 10 минут.
Ивановский также установил национальный рекорд в беге на 3000 метров на соревнованиях в Нови-Саде.
Ивановский участвовал в забеге на 1500 метров на чемпионате мира в помещении 2018 года. 21 апреля 2018 года он выиграл Белградский полумарафон второй год подряд, на этот раз установив новый личный рекорд, показав время 1.08.03.
В феврале Ивановский участвовал на чемпионате Балкан, который проходил в турецком Стамбуле на арене Ataköy Athletics Arena. Он показал сильное время на соревнованиях 16 февраля 2019 года, ставшее национальным рекорд в беге на 3000 метров в помещении. Его результат — 8.03,65, позволил занять второе место.
Дарио Ивановский участвовал на чемпионат Европы в помещении 2019 года, проходившим в шотландском Глазго, однако не сумел финишировать в предварительном раунде в беге на 3000 метров.

### Личные рекорды
| Дистанция   | Место        | Дата         | Результат |
| ----------- | ------------ | ------------ | --------- |
| 800 метров  | Питешти      | 26 июня 2016 | 1.54,36   |
| 1500 метров | Таррагона    | 29 июня 2018 | 3.47,13   |
| 3000 метров | Стара-Загора | 21 июля 2018 | 8.17,65   |
| Полумарафон | Скопье       | 6 мая 2018   | 1.09.10   |

| Дистанция   | Место   | Дата            | Результат |
| ----------- | ------- | --------------- | --------- |
| 1500 метров | Мирамас | 19 января 2019  | 3.50,90   |
| 3000 метров | Стамбул | 16 февраля 2019 | 8.03,65   |